# Alfred E. Driscoll
Alfred Eastlack Driscoll, född 25 oktober 1902, död 9 mars 1975, var en amerikansk politiker och guvernör i New Jersey samt verkställande direktör för Warner-Lambert (nu en del av Pfizer).

## Barndom och uppväxt
Driscoll kom från Haddonfield, New Jersey. Han tog examen från Williams College 1925 och tog examen i juridik från Harvard University 1928.

## Politisk karriär
Driscoll var medlem av Republikanerna och ledamot av New Jerseys senat från 1939 till 1941 som representant för Camden County.
Driscoll blev guvernör 1947, som den förste enligt den nya delstatsgrundlagen som tillät omval av sittande guvernörer. Han satt kvar som guvernör till 1954. Under sin tid som guvernör var han den främste förespråkaren för motorvägarna New Jersey Turnpike och Garden State Parkway. När de hade byggts, kom dessa två stora transportleder att förändra jordbruksdelstaten som kallas "Garden State" till den mest folktäta delstaten i USA. Bron Driscoll Bridge längs Garden State Parkway över Raritanfloden fick namn efter honom. En planerad förlängning av New Jersey Turnpike (motsvarande den nordöstra förlängningen av Pennsylvania Turnpike) som aldrig byggdes skulle ha fått hans namn.
Driscoll var delegat till Republikanska nationella konventet från New Jersey 1948 och 1952.
Driscoll (som var republikan) gav William J. Brennan (medlem av Demokraterna) dennes första domartjänst 1949 - en plats i New Jersey Superior Court. År 1951 befordrade Driscoll Brennan till New Jersey Supreme Court, där han tjänstgjorde till dess han utnämndes till domare vid USA:s högsta domstol av president Dwight D. Eisenhower 1956.
Trots att han var presbyterian, begravdes Driscoll på Haddonfield Baptist Churchyard.